# Championnat d'Europe de patinage artistique 1891
Navigation
Édition suivante
Le championnat d'Europe de patinage artistique 1891 a lieu du 23 au 24 janvier 1891 à Hambourg dans l'Empire allemand.
C'est le premier championnat européen de l'histoire, première grande compétition internationale de patinage artistique, cinq ans avant le premier championnat du monde à Saint-Pétersbourg. Seuls des patineurs des empires allemand et austro-hongrois participent à ces premiers championnats européens.

## Podium
| Épreuves                      | Or          | Argent         | Bronze      |
| ----------------------------- | ----------- | -------------- | ----------- |
| Messieurs résultats détaillés | Oskar Uhlig | Anon Schmitson | Franz Zilly |

## Tableau des médailles
| Rang  | Nation    | Or | Argent | Bronze | Total |
| ----- | --------- | -- | ------ | ------ | ----- |
| 1     | Allemagne | 1  | 1      | 1      | 3     |
| Total | Total     | 1  | 1      | 1      | 3     |

## Détails de la compétition Messieurs
| Rang | Nom             | Nation    | Places | Points | Fig. impo. | Prog. libre |
| ---- | --------------- | --------- | ------ | ------ | ---------- | ----------- |
| 1    | Oskar Uhlig     | Allemagne |        | 146.6  |            |             |
| 2    | Anon Schmitson  | Allemagne |        | 114.7  |            |             |
| 3    | Franz Zilly     | Allemagne |        | 101.2  |            |             |
| 4    | Josef Nowy      | Autriche  |        | 88.5   |            |             |
| 5    | Willi Dienstl   | Autriche  |        | 79.4   |            |             |
| 6    | Fritz Ahrendt   | Allemagne |        | 50     |            |             |
| 7    | Wilhelm Schulze | Allemagne |        | 28.8   |            |             |